# Arrêts Hardouin et Marie du 17 février 1995
Pour un article plus général, voir Grands arrêts en droit administratif français.
Pour les articles homonymes, voir Hardouin.
À l'occasion de deux arrêts, Hardouin et Marie, le Conseil d'État a opéré un revirement de jurisprudence en jugeant que des mesures d'ordre disciplinaire peuvent être portées à la connaissance de la juridiction administrative.

## Les faits

### Hardouin
M. Hardouin, alors qu'il sert dans la Marine nationale, rejoint son navire dans un état apparent d'ébriété ; il refuse de se soumettre à l'alcootest.
Dix jours d'arrêt lui sont infligés. Il conteste la sanction devant la juridiction administrative.
Le Conseil d'État constate la recevabilité de son recours, mais considère que la sanction est proportionnée.

### Marie
M. Marie, détenu à la maison d'arrêt de Fleury-Mérogis, écope d'une sanction disciplinaire, huit jours avec sursis, à la suite d'une réclamation qu'il avait formulée.
Le Conseil d'État reconnait à la demande de M. Marie le droit de saisir une juridiction administrative.
Sur le fond, le Conseil d'État annule la sanction.

## La portée des arrêts
Les arrêts Hardouin et Marie élargissent le champ de compétence des juridictions administratives dans le cas de mesures d'ordre intérieur.